# Giovanni Ingellis
Giovanni Ingellis (Acquaviva delle Fonti, 1951 – Milano, 21 settembre 1998) è stato un autore di giochi italiano.
Ha inoltre tradotto, importato e pubblicato numerosi giochi di ruolo e da tavolo esteri.

## Biografia
Conosce per la prima volta i wargame durante un soggiorno negli Stati Uniti all'età di circa dieci anni, quando gli regalano Afrika Korps e D Day, ma dopo qualche anno perde interesse in essi.
Si laurea in storia e filosofia e nel 1977 si trasferisce a Milano, dove lavora come insegnante precario. Nel 1979 si riavvicina ai wargame ed è tra i fondatori del club di giochi La Grande Armeée. Per potersi permettere di comprare i giochi, inizia una piccola attività di importazione di giochi dagli Stati Uniti che rivende ai membri del club per coprire il prezzo della propria copia. Questa attività di importazione lo porterà a fondare nel 1982 la Pacific Enterprise Italia, che nel 1989 cambierà nome in Stratelibri. Importa giochi dagli Stati Uniti d'America (i giochi della Game Designers' Workshop di cui diventerà esclusivista per l'Italia) e, successivamente, dall'Inghilterra e brevemente dalla Francia (i prodotti Jeux Descartes). Poco dopo si ritira dall'insegnamento per poter seguire a tempo pieno l'attività di importazione e apre il primo negozio Stratelibri a Milano.
Collabora alla rivista Pergioco e ad altri giochi e pubblicazioni dell'Editrice Giochi, scrive alcuni articoli per la Grande Enciclopedia della Fantascienza dell'Editrice del Drago.
Nel 1981 progetta Innamoramento e amore, illustrato da Guido Crepax e ispirato all'omonimo libro di Francesco Alberoni. Pubblicato dalla Mondadori Giochi, rimane il suo gioco da tavolo più diffuso. Nello stesso anno la International Team pubblica il suo wargame Millennium.
Nell'agosto 1982 realizza e pubblica dentro la rivista Scienza e Vita Nuova il gioco da tavola AAARGH!! in cui alieni e esseri umani si affrontano all'interno di una astronave.
Nel 1985 traduce Dungeons & Dragons (la terza edizione del Dungeons & Dragons Basic Set di Frank Mentzer) per l'Editrice Giochi, la storica scatola rossa che sarà il punto di inizio per molti giocatori di ruolo.
Nel 1990 pubblica le edizioni italiane dei giochi di ruolo Il richiamo di Cthulhu e del Gioco di Ruolo del Signore degli Anelli. Nel corso del tempo pubblicherà le traduzioni di molti altri giochi come Guerre Stellari, Cyberpunk 2020, Stormbringer e Teenage manga mutanti. Altre traduzioni annunciate (Twilight 2000, Mekton, Space: 1889) non furono mai pubblicate.
Nel 1991 fonda la rivista Excalibur, interamente dedicata ai giochi e con particolare attenzione ai giochi di ruolo.
Nel 1994 inizia a pubblicare l'edizione italiana del gioco di carte collezionabili Magic: l'Adunanza e grazie al suo grande successo la Stratelibri attraversa uno dei suoi periodi migliori.
Successivamente, a causa di un calo delle vendite dei giochi di ruolo e della perdita della licenza di vendita per l'Italia di Magic: l'Adunanza, la Stratelibri inizia ad entrare in crisi. Nel 1997 acquista la Grenadier Models e tenta di lanciare il wargame tridimensionale Fantasy Warriors, ottenendo però un limitato successo.
È morto a causa di una malattia nel 1998. Gli è stata intitolata la sala incontri di Lucca Games.